# Force syndicale
Força Sindical (FS - Force syndicale) est un syndicat brésilien fondé en 1991. Il est affillié à la Confédération syndicale internationale.